# 手原産業倉庫
手原産業倉庫（てはらさんぎょうそうこ）とは滋賀県野洲市に本社を置く物流企業である。創業当時から物流先端技術への意欲が旺盛で、1988年には本社隣接の野洲倉庫を「自動倉庫」化すると共に「無人フォークリフト」を導入している。
1998年には大阪府大阪市に初の大型物流拠点「大正センター」を設け、2015年には最新鋭マテハン機器を導入した「栗東センター」を設立した。

## 企業概要
- 創立　1972年7月
  - 社名は創業当初、栗太郡栗東町（現栗東市）手原地区に創業したことに由来。
- 従業員　214人
- 主要業種　営業倉庫、貨物自動車運送、倉庫コンサルタント
- 事業所　野洲市（本社）、横浜市、大阪市、北九州市